# Matthieu Chedid
Matthieu Chedid (Boulogne-Billancourt, 21 december 1971) is een Frans zanger en componist, beter bekend onder zijn pseudoniem -M- (de initiaal van zijn voornaam, dat ook klinkt als aime, Frans voor bemin).

## Biografie
Hij is de zoon van zanger Louis Chedid, en de kleinzoon van schrijfster en dichteres Andrée Chedid (die ook de teksten van sommige van zijn liedjes schreef).
Op het podium werkt hij vaak samen met Cyril Atef en Vincent Segal en soms met DJ Shalom.
In 2003 werkte hij mee aan de soundtrack van de tekenfilm Les Triplettes de Belleville.
Hij heeft samen met Sean Lennon (zoon van John Lennon) onder de titel L'éclipse een Franse remix gemaakt van diens song Parachute. Chedid schreef daarvan ook de vertaling.
Zijn optredens zijn spektakels die draaien rond zijn alter ego -M- (zijn kapsel vormt ook een letter M). Het podium bestaat uit cartoon-objecten in psychedelische kleuren. -M- is ook een verdienstelijk gitarist, met onder andere invloeden van Jimi Hendrix.
Op 7 september 2009 kwam het vierde studioalbum Mister Mystère uit. De single van dat album Le roi des ombres deed het in de zomer van 2009 erg goed in Frankrijk.
Het album Îl uit 2012 werd gevolgd door een tournee in 2013. In 2018 kwam zijn zesde album uit: Lettre infinie, en in 2022 zijn zevende: Rêvalité.

## Discografie

### Albums
| Album met hitnotering(en) in de Vlaamse Ultratop 200 albums | Datum van verschijnen | Datum van binnenkomst | Hoogste positie | Aantal weken | Opmerkingen |
| ----------------------------------------------------------- | --------------------- | --------------------- | --------------- | ------------ | ----------- |
| Le baptême                                                  | 1997                  | -                     |                 |              |             |
| Je dis aime                                                 | 1999                  | -                     |                 |              |             |
| Le tour de -M-                                              | 2001                  | -                     |                 |              | Livealbum   |
| Labo M                                                      | 2003                  | -                     |                 |              |             |
| Qui de nous deux?                                           | 2003                  | -                     |                 |              |             |
| -M- au spectrum                                             | 2005                  | -                     |                 |              | Livealbum   |
| En tête à tête live                                         | 2005                  | -                     |                 |              | Livealbum   |
| Mister mystère                                              | 2009                  | -                     |                 |              |             |
| Îl                                                          | 2012                  | -                     |                 |              |             |

### Singles
| Single met hitnotering(en) in de Vlaamse Ultratop 50 | Datum van verschijnen | Datum van binnenkomst | Hoogste positie | Aantal weken | Opmerkingen                   |
| ---------------------------------------------------- | --------------------- | --------------------- | --------------- | ------------ | ----------------------------- |
| Le baptême / La grosse bombe                         | 1997                  | -                     |                 |              |                               |
| Au suivant                                           | 1998                  | -                     |                 |              |                               |
| Je dis aime                                          | 1999                  | -                     |                 |              |                               |
| Le complexe du corn flakes                           | 2000                  | -                     |                 |              |                               |
| Bonoboo                                              | 2001                  | -                     |                 |              |                               |
| En piste                                             | 2002                  | -                     |                 |              |                               |
| Qui de nous deux                                     | 2003                  | -                     |                 |              |                               |
| A tes souhaits                                       | 2003                  | -                     |                 |              |                               |
| La bonne étoile                                      | 2003                  | -                     |                 |              |                               |
| Ma mélodie                                           | 2003                  | -                     |                 |              |                               |
| En tête à tête                                       | 2005                  | -                     |                 |              |                               |
| Mama Sam                                             | 2005                  | -                     |                 |              |                               |
| L'éclipse                                            | 2007                  | -                     |                 |              | met Sean Lennon               |
| Les piles                                            | 2008                  | -                     |                 |              | met Vanessa Paradis           |
| Le roi des ombres                                    | 2009                  | -                     |                 |              |                               |
| La Seine                                             | 27-06-2011            | 29-10-2011            | tip37           | -            | als -M- / met Vanessa Paradis |

## Trivia
- Op zijn album Je dis aime speelt -M- een coverversie van het nummer "Close to Me" van The Cure, met een mengeling van Franse en Engelse teksten.